# Thelotrema umbratum
Thelotrema umbratum är en lavart som först beskrevs av Erik Acharius, och fick sitt nu gällande namn av Fée 1837. Thelotrema umbratum ingår i släktet Thelotrema och familjen Thelotremataceae.   Inga underarter finns listade i Catalogue of Life.